# Цвет настроения чёрный
«Цвет настроения чёрный» — песня российских певцов Егора Крида и Филиппа Киркорова, выпущенная 14 сентября 2018 года.

## История
Анонсом сингла стало видео Егора Крида в его Instagram-аккаунте.
После успеха сингла Егор Крид запустил флешмоб «Цвет настроения чёрный», для участия в котором пользователи сети должны были снять видео с песней «Цвет настроения чёрный». Автор лучшего видео получит приз в размере 100 000 рублей.

## Музыкальное видео
Клип вышел на YouTube-канале лейбла Black Star в день релиза песни. По словам Филиппа Киркорова, видеоклип «Цвет настроения чёрный» завершает трилогию клипов «Цвет настроения синий» и «Ибица».
В начале музыкального видео Егор Крид и Тимати предлагают Филиппу Киркорову сотрудничество и подписать контракт с лейблом Black Star. После подписания контракта Филипп Киркоров переодевается и начинает читать рэп. В конце клипа поклонники «старого Киркорова» пытаются отомстить Егору Криду. За сутки клип набрал пять миллионов просмотров.

## Отзывы и достижения
На сайте российского информационного агентства InterMedia заметили, что «в дуэте использована мелодия недавнего хита Киркорова „Цвет настроения синий“, однако текст значительно изменён, как и эмоциональная окраска». На сайте общероссийского федерального канала «РЕН ТВ» также отметили, что сингл является переработкой песни Филиппа «Цвет настроения синий», дополненной рэпом Егора Крида.
По результатам 2018 года песня «Цвет настроения чёрный» заняла пятую строчку в списке топ-10 самых популярных запросов, составленном по данным поискового сервиса «Яндекс».

## Награды и номинации
| Награда            | Год  | Категория      | Результат | Прим.  |
| ------------------ | ---- | -------------- | --------- | ------ |
| Премия «Дай пять!» | 2019 | «Лучшая песня» | Номинация | [ 19 ] |
| Премия Муз-ТВ      | 2019 | «Лучший дуэт»  | Победа    | [ 20 ] |

## Чарты
| Чарт (2018)                       | Высшая позиция |
| --------------------------------- | -------------- |
| Top YouTube Russian Hits (Tophit) | 1              |
| Top YouTube Hits (Tophit)         | 1              |
| Русский чарт (Муз-ТВ)             | 1              |
| МУЗ-ТВ Чарт (Муз-ТВ)              | 1              |
| Россия (Яндекс.Музыка)            | 1              |
| Россия (iTunes)                   | 1              |
| Россия (Apple Music)              | 1              |
| Мир (Google Play)                 | 1              |
| Россия (Deezer)                   | 1              |
| Россия (Zvooq.online)             | 1              |
| Мир (ВКонтакте)                   | 1              |